# غريغ لي (لاعب كرة قدم أمريكية)
غريغ لي (بالإنجليزية: Greg Lee)‏ هو لاعب كرة قدم أمريكية أمريكي، ولد في 19 سبتمبر 1984.

## وصلات خارجية
- غريغ لي على موقع JustSportsStats.com (الإنجليزية)